# 神岡鐵道

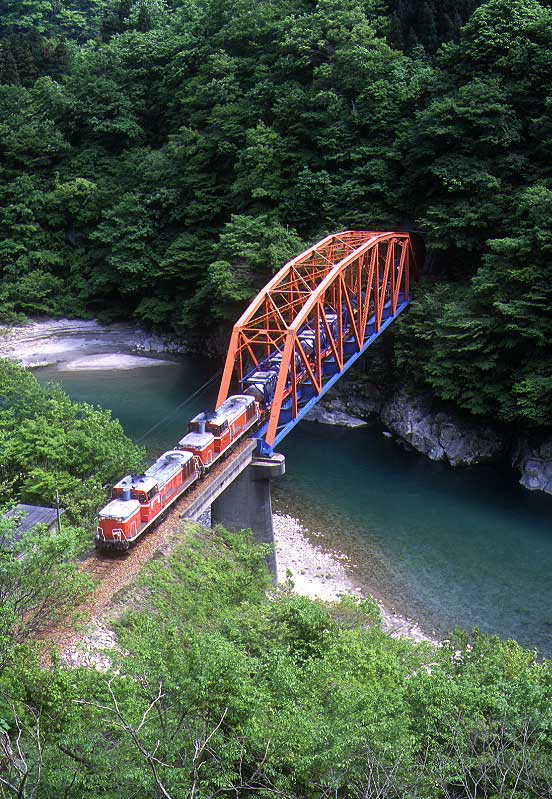
廢除前行走的硫酸運送列車

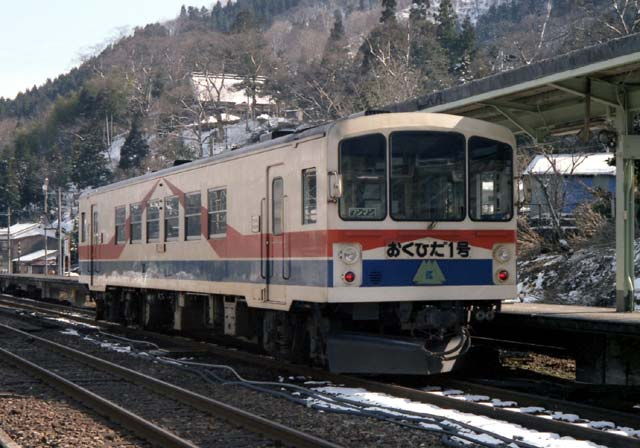
KM-100形柴油列車（101、奧飛驒1號）

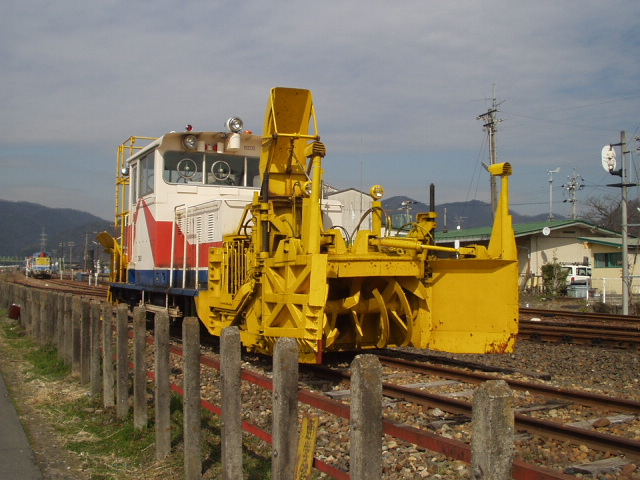
DB1轉讓至樽見鐵道

神岡鐵道株式會社（日语：／）是一家總部位於岐阜縣飛驒市神岡町大字東雲1327番地之2（奧飛驒溫泉口站內）的鐵路公司（日本第三部門鐵道）。該公司設有連接岐阜縣和富山縣的神岡線，該路線是由舊日本國有鐵道（國鐵）特定地方交通線接手營運的鐵路線。當地人簡稱該公司為神鐵。在漢字與神戶電鐵的略稱一樣，但是讀法相異。
除了鐵路業務外，公司還有汽車維修業務，在2006年3月前還有旅行業務。

## 概要
由於在神岡礦山前站附近的神岡礦山還有穩定地出產硫酸，因此鐵路線得以保留下來。因此，經營神岡礦山的神岡礦業母公司三井金屬礦業株式會社出資51%，成為公司的大股東。
於1966年10月6日啟用的神岡線是一條建設在山岳地帶的鐵路線。整條路線約60%都是隧道。在開業當時，新聞報道形容該鐵路線是「深山的地下鐵」。從前，這條鐵路線成為一個主要的交通工具，讓旅客和通勤上學乘客來往岐阜縣飛驒市至富山縣富山市之間。後來，隨著乘客開始轉用巴士路線和私家車，使使用人次減少。在2004年度，1日平均使用人次下降至100人以下。
關於從神岡礦山運送硫酸之貨運列車，隨著開始改用貨車運送，貨運列車在2004年10月結束行駛。此鐵路的貨運業務於同年12月31日起終止。由於貨運業務佔鐵路部門收入7成以上，因此神岡鐵道失去貨運業務後，經營變得困難，影響到客運業務。結果，於翌年2005年6月29日的董事會中，表明神岡線會在2006年尾廢除。在2005年8月2日臨時股東大會中，提出將會在同年11月向國土交通省提出鐵道業務廢除通知。在2006年12月1日，正式批准神岡線廢除。在這期間，其他於飛驒市的業務開始進行轉讓。
後來在2006年9月在飛驒市市長的定期市議會中，表示神岡鐵道在廢除後，探討把鐵路線保留下來，變成一條不定期行走的觀光鐵道，使鐵路隨後的動向受到注目。但是在2008年2月的飛驒市長選舉中，現任市長輸給反對觀光鐵道化的對手，使鐵路復活變得極為困難。
在2007年1月16日於東京電視台放映的中，以赤字本地線作為一個話題，採訪了神岡鐵道最後一名定期票利用客。在廢除當時，最後一名使用定期票的乘客是前往富山市高等學校上學的高校學生。
另外，在神岡線廢除後，以巴士路線替代服務。

## 歷史
- 1984年1月20日 - 公司成立。
  - 10月1日 - 神岡線啟用。
- 1998年1月16日 - 開始貨櫃運輸。
- 2002年12月16日 - 奧飛驒溫泉口站翻新工程完成[2]。總部遷移至神岡礦山前[2]。
- 2004年8月31日 - 結束貨櫃運輸。
  - 10月15日 - 結束運送濃硫酸。
- 2005年1月1日 - 暫停貨運業務。
  - 3月31日 - 結束貨運業務。
- 2006年12月1日 - 神岡線廢除。
- 2007年6月30日 - 公司解散（清算人：倉橋隆弘）。

## 路線
| 中文線名 | 日文線名 | 起點 | 終點         | 距離（公里） |
| -------- | -------- | ---- | ------------ | ------------ |
| 神岡線   |          | 豬谷 | 奧飛驒溫泉口 | 19.9         |

## 車輛

### 旅客車輛
- KM-100形（日语：神岡鉄道KM-100形気動車） 101
- KM-150形（日语：神岡鉄道KM-100形気動車） 151
  - 只有兩架旅客車輛，都是接管日本國鐵神岡線時引入。

### 柴油機車
所有貨運列車都是由柴油機車牽引。
- KMDD13形

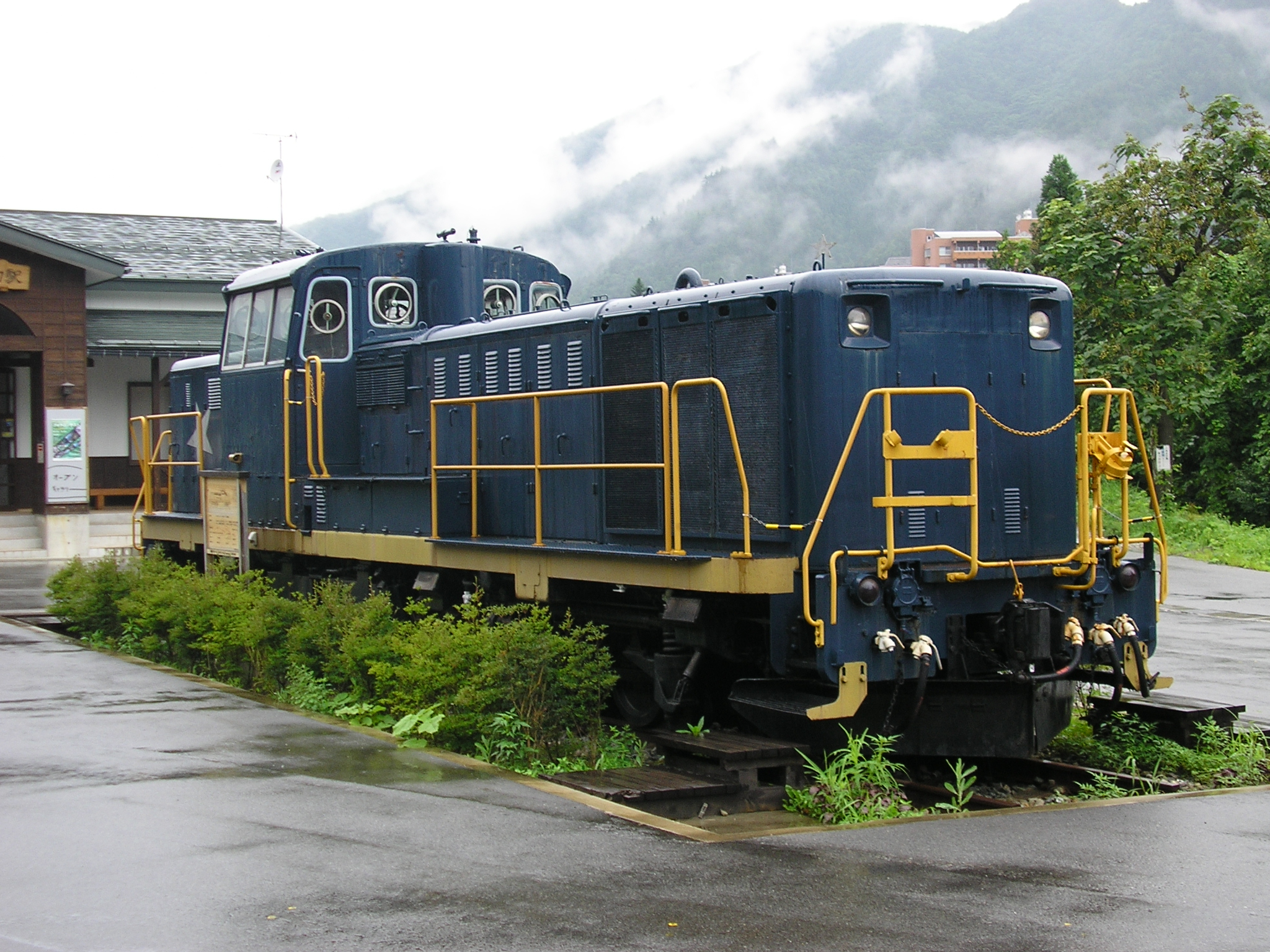
KMDE10形

  - 在1984年，神岡鐵道接管日本國鐵神岡線時，向國鐵購入兩架DD13形。車輛編號分別為KMDD131和KMDD132。KMDD131是前200號機，KMDD132是前340號機。KMDD131被後述的KMDE101取代而退役。KMDD132在廢線前仍然在車隊中。
- KMDE10形
  - 在1991年從JR四國購入一架DE10形。車站編號是KMDE101。在1996年3月16日起，貨運列車的牽引機車改為JR貨物DE10形後便暫停行走。車輛停泊在奧飛驒溫泉口站作保存。在2007年2月拆毀。
- DB1形（日语：神岡鉄道DB1形ディーゼル機関車）
  - 除雪專用的軌道工程車。隨著神岡線快將廢線，於2006年11月17日借給岐阜縣的樽見鐵道，翌年正式轉讓。
- 25DL形（日语：神岡鉄道25DL形ディーゼル機関車）
  - 從三井金屬礦業無償轉讓的柴油機車，共有2架（KM251、252）。KM252在神岡鐵道廢除後，轉移至中越紙漿工業（日语：中越パルプ工業）高岡工場，編號改為DB252繼續服役。

另外，從長良川鐵道借出了小火車(使用NTB-209形柴油機車和長良川鉄道NaGaRa3形客車)，曾經行走於神岡礦山站至奧飛驒溫泉口站之間。

## 注腳

## 外部連結
- 官方網站（日語）（網頁存檔）